# Boom Clap
"Boom Clap" là ca khúc của nghệ sĩ thu âm Charli XCX, phát hành dưới dạng đĩa đơn đầu tiên từ album nhạc phim của phim The Fault in Our Stars (2014) và xuất hiện trong album phòng thu thứ hai của XCX, Sucker.

## Danh sách bài hát
- Tải về kỹ thuật số[2]

1. "Boom Clap" – 2:49

- Tải về kỹ thuật số — các bản remix[3]

1. "Boom Clap" (Aeroplane Remix) – 5:14
2. "Boom Clap" (ASTR Remix) – 3:19
3. "Boom Clap" (Surkin Remix) – 3:40
4. "Boom Clap" (Elk Road Remix) – 3:40
5. "Boom Clap" (Cahill Remix) – 5:28

- Đĩa đơn CD

1. "Boom Clap" – 2:50
2. "Boom Clap" (Aeroplane Remix) – 5:15

## Các bảng xếp hạng
| Bảng xếp hạng (2014)                            | Thứ hạng cao nhất |
| ----------------------------------------------- | ----------------- |
| Úc (ARIA)                                       | 9                 |
| Áo (Ö3 Austria Top 40)                          | 26                |
| Bỉ (Ultratop 50 Flanders)                       | 35                |
| Bỉ (Ultratop 50 Wallonia)                       | 22                |
| Canada (Canadian Hot 100)                       | 8                 |
| Cộng hòa Séc (Singles Digitál Top 100)          | 1                 |
| Phần Lan (Suomen virallinen lista)              | 15                |
| Pháp (SNEP)                                     | 15                |
| Trường songid là BẮT BUỘC CHO BẢNG XẾP HẠNG ĐỨC | 36                |
| Hungary (Rádiós Top 40)                         | 25                |
| Hungary (Single Top 40)                         | 34                |
| India (Saavn Weekly Top Songs)                  | 7                 |
| Ireland (IRMA)                                  | 8                 |
| Israel (Media Forest TV Airplay)                | 1                 |
| Italy (FIMI)                                    | 3                 |
| Nhật Bản (Japan Hot 100)                        | 28                |
| Hà Lan (Single Top 100)                         | 28                |
| New Zealand (Recorded Music NZ)                 | 7                 |
| Scotland (OCC)                                  | 3                 |
| Slovakia (Singles Digitál Top 100)              | 10                |
| South Africa (EMA)                              | 6                 |
| Thụy Điển (Sverigetopplistan)                   | 14                |
| Thụy Sĩ (Schweizer Hitparade)                   | 33                |
| Anh Quốc (OCC)                                  | 6                 |
| Hoa Kỳ Billboard Hot 100                        | 8                 |
| Hoa Kỳ Adult Contemporary (Billboard)           | 12                |
| Hoa Kỳ Adult Pop Airplay (Billboard)            | 3                 |
| Hoa Kỳ Dance Club Songs (Billboard)             | 13                |
| Hoa Kỳ Pop Airplay (Billboard)                  | 1                 |
| Hoa Kỳ Rhythmic (Billboard)                     | 17                |

| Bảng xếp hạng (2014)                 | Vị trí |
| ------------------------------------ | ------ |
| Australia (ARIA)                     | 67     |
| Canada (Canadian Hot 100)            | 37     |
| Italy (FIMI)                         | 46     |
| UK Singles (Official Charts Company) | 62     |
| US Billboard Hot 100                 | 34     |
| US Mainstream Top 40 (Billboard)     | 16     |

## Chứng nhận
| Quốc gia | Chứng nhận | Số đơn vị/doanh số chứng nhận |
| --- | ---------- | ----------------------------- |
| Úc (ARIA) | Platinum   | 70.000^                       |
| Canada (Music Canada) | Platinum   | 80.000*                       |
| Ý (FIMI) | Platinum   | 30.000‡                       |
| New Zealand (RMNZ) | Gold       | 7.500*                        |
| Thụy Điển (GLF) | Platinum   | 20.000‡                       |
| Anh Quốc (BPI) | Silver     | 200.000‡                      |
| Hoa Kỳ (RIAA) | Platinum   | 1.000.000‡                    |
| Streaming |            |                               |
| Đan Mạch (IFPI Đan Mạch) | Gold       | 1,300,000^                    |
| * Chứng nhận dựa theo doanh số tiêu thụ. ^ Chứng nhận dựa theo doanh số nhập hàng. ‡ Chứng nhận dựa theo doanh số tiêu thụ và phát trực tuyến. |            |                               |

## Lịch sử phát hành
| Quốc gia       | Ngày                | Định dạng              | Hãng thu âm      |
| -------------- | ------------------- | ---------------------- | ---------------- |
| Hoa Kỳ         | 17 tháng 6 năm 2014 | Contemporary hit radio | Atlantic Records |
| Ireland        | 18 tháng 7 năm 2014 | tải về kỹ thuật số     | Asylum Records   |
| Italy          | 18 tháng 7 năm 2014 | Contemporary hit radio | Warner           |
| Vương quốc Anh | 15 tháng 7 năm 2014 | Tải về kỹ thuật số     | Asylum Records   |
| Đức            | 15 tháng 8 năm 2014 | Đĩa đơn CD             | Warner           |